# Dolichognatha mandibularis
Dolichognatha mandibularis là một loài nhện trong họ Tetragnathidae.
Loài này thuộc chi Dolichognatha. Dolichognatha mandibularis được miêu tả năm 1894 bởi Thorell.